# 안드레이 타르콥스키
안드레이 아르세니예비치 타르콥스키(러시아어: Андре́й Арсе́ньевич Тарко́вский, 1932년 4월 4일 ~ 1986년 12월 29일)는 소련 태생 러시아의 영화 감독이다. 말년의 두세 작품을 제외하고 그의 영화는 모두 소련에서 개봉하였다.
타르콥스키는 1932년 4월 볼가강 유역의 마을 자브라지예에서 태어났다. 아버지 아르세니 알렉산드로비치 타르콥스키(Арсений Александрович Тарковский)는 시인이었고 어머니 마리야 이바노브나 비시냐코바(Мария Ивановна Вишнякова)는 인쇄소 직공이었다. 그들은 안드레이가 4세 때 이혼했고, 안드레이는 어머니와 자랐다. 1954년 22세 때에 국립 영화학교(VGIK)에 입학하였고, 예이젠시테인의 제자였던 미하일 롬의 지도를 받았다. 졸업 작품으로 만든 《증기기관차와 바이올린》이 뉴욕 영화제 대상을 받았다. 2년 후 《이반의 어린 시절》 제작에 참여하면서 본격적으로 영화를 만들기 시작했다.

## 연출작 목록
| 연도 | 제목                  | 원제                                             | 국가           | 비고                  |
| ---- | --------------------- | ------------------------------------------------ | -------------- | --------------------- |
| 1956 | 킬러                  | Убийцы (The Killers)                             | 소련           | 19분                  |
| 1961 | 증기기관차와 바이올린 | Каток и скрипка (The Steamroller and the Violin) | 소련           | 46분                  |
| 1962 | 이반의 어린 시절      | Иваново детство (Ivan's Childhood)               | 소련           | 95분                  |
| 1966 | 안드레이 루블료프     | Андрей Рублёв (Andrei Rublev)                    | 소련           | 205분                 |
| 1972 | 솔라리스              | Солярис (Solaris)                                | 소련           | 195분                 |
| 1975 | 거울                  | Зеркало (The Mirror)                             | 소련           | 107분                 |
| 1979 | 잠입자                | Сталкер (Stalker)                                | 소련           | 164분                 |
| 1983 | 노스텔지아            | Nostalghia                                       | 이탈리아, 소련 | 125분                 |
| 1983 | 시간 여행             | Tempo di Viaggio                                 | 이탈리아       | 63분, 다큐멘터리 영화 |
| 1986 | 희생                  | Offret                                           | 스웨덴         | 149분                 |

## 같이 보기
- 모스크바 국제 영화제